# Search/サーチ
『search/サーチ』（原題：Searching）は、2018年にアメリカ合衆国で公開されたスリラー映画である。監督はアニーシュ・チャガンティ、主演はジョン・チョーが務めた。本作はストーリーの全てがパソコンの画面上で展開されるという異色の作品である。なお、本作はチャガンティの映画監督デビュー作でもある。

## ストーリー

### 序盤
主人公のデビッド・キムは、在りし日の家族の姿を収めたホームビデオを、パソコンの画面上で鑑賞していた。妻のパメラが癌(リンパ腫)で亡くなってからというもの、高校生の娘のマーゴットとの関係は疎遠になる一方であった。
ある日、マーゴットは勉強会に参加するために外泊すると言ってきた。翌朝、デビッドは自分の就寝中にマーゴットが3回も電話をかけてきていたことに気がつく。 マーゴットが帰宅した形跡はなかったが、デビッドは娘がいつも通り登校してピアノのレッスンに行ったものと思いこんでしまった。
ところが、ピアノ教室に連絡を入れると、マーゴットは半年前に勝手に退会しているという。不安に思ったデビッドは弟のピーターに相談するが、「マーゴットくらいの年頃なら、親に告げずにフラっと遠出してもおかしくない」と言われる。 
娘の交友関係を知らなかったデビッドは、妻の遺したアドレスをもとにマーゴットの幼なじみの家に連絡を入れ、彼らがキャンプの企画を立てていたことを知った。一旦は安堵するデビッドだったが、翌日、マーゴットは待ち合わせ場所に来なかったと知らされる。ここに至って、デビッドは娘の失踪を警察に届け出て、担当がローズマリー・ヴィック刑事に割り当てられた。

### 中盤
警察が捜査している間に、デビッドはマーゴットのメールアカウントにログインすることに成功した。デビッドは娘のFacebook友達から情報を得ようとするが、その中にマーゴットと本当に親しい友人は一人もいなかった。また、デビッドがピアノ教室の月謝として渡していたお金は、マーゴットの銀行口座に貯蓄され、失踪直前にVenmoを通じて謎のアカウントに2500ドル送金されていた。マーゴットが自分の偽造IDを作っていたなど、娘のことを何一つ把握できていなかった事実を突きつけられデビッドは消沈する。
その後、デビッドはマーゴットのYouCastアカウントを突きとめ、娘が謎のユーザーと頻繁に会話しているのを発見した。「fish_n_chips（フィッシュ&チップス）」と名乗るそのユーザーは、自身の母親が闘病中であると語っており、それがマーゴットの関心を引いたようであった。しかしヴィック刑事は、調査の結果そのユーザーは無関係だったと言う。
YouCastの映像とマーゴットのInstagramの投稿を照らし合わせたデビッドは、彼女がしばしばバルボッサ湖を訪れていることに気がついた。湖はマーゴットの車が最後に目撃された高速道路の先にあった。湖に急行したデビッドは、マーゴットのキーホルダーを発見する。 
ただちに警察がバルボッサ湖に派遣されたが、マーゴットの姿はどこにもなく、湖に沈められた彼女の車と2500ドルが発見されただけだった。事件は大々的なニュースになり、捜索隊が連日湖の周辺を捜索するが、手がかりはつかめない。デビッドは、マーゴットの居場所を知るとSNS上で吹聴していた若者を直接問い詰めに行ったことが原因で捜査から締め出されてしまうが、自力で娘の捜索を続けることにした。
しばらくして、デビッドは事件現場の写真にピーターのジャケットが映りこんでいることに気がついた。マーゴットとピーターの不審な会話の履歴を発見したデビッドは、弟が事件に関与していると考え、すぐさま彼の家を訪ねる。しかしピーターは、マーゴットとマリファナを吸っていただけで事件とは無関係だった。ピーターは、マーゴットが母を思い出すピアノをやめたがっていたこと、父親は母の話を避けるばかりで自分と向き合ってくれないとこぼしていたことを明かす。
2人の言い争いの最中、ヴィック刑事から何度も連絡が入っていた。ようやく応答したデビッドのもとに、衝撃の一報がもたらされる。 事件の真犯人が自白したのだという。
犯人はマーゴットを殺害した後、自白の動画を残して自殺したと発表され、事件は解決した。

### 終盤
葬儀の日、デビッドは葬儀会社のサーバーに家族の記念の動画や画像を送信したときのダイアログに、見覚えのある女性が表示されることに気が付く。その女性は「fish_n_chips」が使っていたアイコンであり、事件とは全く関係ないモデルのストック写真であった。
ヴィック刑事が調査したはずなのに、そのことを知らされていなかったことを不審に思ったデビッドは、ヴィック刑事と連絡を取ろうとするが、繋がらない。ヴィック刑事の過去の事件を検索すると、ヴィック刑事とマーゴットを殺害した犯人が同時に写った元受刑者のためのボランティアの時の画像を見つける。
ニュース動画に、ヴィック刑事が逮捕されたとの速報が流れる。「fish_n_chips」の正体は、マーゴットに片思いをしたヴィック刑事の息子ロバートであり、プロフィールは全て偽造であった。マーゴットは、fish_n_chipsの母親の治療費のために2500ドルを送金していた。罪悪感を覚えたロバートは、バルボッサ湖で全てを打ち明けてマーゴットに謝罪したが口論となり、崖下に突き飛ばしてしまったのだ。母親のヴィック刑事は、ロバートに捜査が及ばないように事件の担当者に志願していた事が判明する。
事件発生から五日がたっており「生死は絶望的」とみられていたが、「現場では途中で嵐があったおかげで水分補給は出来ているはず」と言うことで、現場の緊急捜索が行われた。
事件から二年後……、デビッドとマーゴットとのチャット画面で、マーゴットは大学のピアノ専攻のオーディションの結果待ちだと明かされる。

## キャスト
※括弧内は日本語吹替
- デビッド・キム - ジョン・チョー（浪川大輔[6]）

カリフォルニア郊外に住む男。
- ローズマリー・ヴィック - デブラ・メッシング（岡田恵）

刑事。
- マーゴット・キム - ミシェル・ラー（内山茉莉）

デビッドの娘。
- パメラ・ナム・キム - サラ・ソーン（三重野帆貴）

デビットの妻で病気で急死する。
- ピーター・キム - ジョセフ・リー（英語版）（寸石和弘）

デビットの弟。
- ロバート・ヴィック - スティーヴン・マイケル・アイク

ローズマリー刑事の息子。
- ランディ・カートフ - リック・サラビア

元受刑者。
- ラジオ番組の司会者 - ショーン・オブライエン（英語版）

その他日本語吹替声優：増元拓也、荒木寿茂、バトリ勝悟、竜門睦月、池田海咲、織江珠生、堀総士郎、木村隼人、鈴宮早織、岸本百恵、茂垣周平、ニケライ・ファラナーゼ

## 公開
2018年1月21日、本作はサンダンス映画祭でプレミア上映された。22日、ソニー・ピクチャーズが本作の配給権を獲得したと報じられた。当初、本作は2018年8月3日に全米公開される予定だったが、後に公開日は同年8月24日に延期された。
本作が公開される1週間前、主要キャストをアジア系俳優のみで固めた映画『クレイジー・リッチ!』が大ヒットを記録した。本作の主演俳優、ジョン・チョーもアジア系であるため、同作の主演俳優であるヘンリー・ゴールディングとジョン・M・チュウ監督はその盛り上がりを本作にも波及させるべく、本作の無料上映会を主催した。
2018年8月24日、本作は全米9館で限定公開され、公開初週末に38万8769ドル（1館当たり4万3197ドル）を稼ぎ出し、週末興行収入ランキング初登場22位となった。31日には公開規模が1207館にまで拡大され、週末に602万ドルを稼ぎ出し、週末興行収入ランキング4位となった。

## 評価
本作は批評家から絶賛されている。映画批評集積サイトのRotten Tomatoesには137件のレビューがあり、批評家支持率は91%、平均点は10点満点で7.4点となっている。サイト側による批評家の見解の要約は「『search/サーチ』の設定はタイムリーなものであり、演出もオリジナルなものである。同作は人間味豊かな登場人物たちのお陰で見事な出来映えになっており、彼/彼女らに生命を吹き込んだ俳優たちは素晴らしい才能を持っている。」となっている。また、Metacriticには30件のレビューがあり、加重平均値は72/100となっている。なお、本作のCinemaScoreはAとなっている。
本作はサンダンス映画祭で観客賞次点となった。